# Schlacht von Dünkirchen
Schlacht um die Niederlande

Maastricht – Mill – Den Haag – Rotterdam – Zeeland – Grebbeberg – Afsluitdijk – Bombardierung von Rotterdam
Invasion von Luxemburg

Schusterlinie
Schlacht um Belgien

Fort Eben-Emael – K-W-Linie – Dyle-Plan – Hannut – Gembloux – Lys
Schlacht um Frankreich

Ardennen – Sedan – Maginot-Linie – Weygand-Linie – Arras – Boulogne – Calais – Dünkirchen (Dynamo – Wormhout) – Abbeville – Lille – Paula – Fall Rot – Aisne – Westalpen – Cycle – Saumur – Lagarde – Aerial – Fall Braun
Die Schlacht von Dünkirchen fand im Mai und Juni 1940 im Zuge des Westfeldzugs während des Zweiten Weltkrieges statt. Während des deutschen Westfeldzugs war die nordfranzösische Stadt Dünkirchen der letzte Evakuierungshafen der British Expeditionary Force, die 1939/1940 in Frankreich als Teil der zunächst defensiven Strategie der Westalliierten eingesetzt worden war. Es gelang den Briten und Franzosen, den Brückenkopf so lange zu verteidigen, bis sie über 330.000 von etwa 370.000 ihrer Soldaten in der Operation Dynamo evakuiert hatten. Die Einnahme der Stadt durch die deutsche Wehrmacht erfolgte am 4. Juni.

## Ausgangslage
Trotz Warnungen hoher Offiziere befahl Adolf Hitler am 10. Mai 1940 den Angriff auf die Beneluxländer und Frankreich („Fall Gelb“). Dabei rückte im Norden die Heeresgruppe B unter Generaloberst Fedor von Bock durch Belgien und die Niederlande vor.
Nach dem für die Alliierten überraschenden Vorstoß der deutschen Heeresgruppe A unter Gerd von Rundstedt über die Ardennen und der Erzwingung des Übergangs über die Maas bei Sedan (→ Schlacht von Sedan) erreichten Panzerverbände unter General Ewald von Kleist am 19. Mai den Schauplatz der Schlacht an der Somme im Ersten Weltkrieg. Gleichzeitig setzte die Heeresgruppe B im Norden ihren Vormarsch durch Belgien fort. Aufgrund des deutschen Durchbruchs im Süden ordnete der Oberbefehlshaber der alliierten Nordgruppe Gaston Billotte, dem die britischen und belgischen Armeen unterstellt waren, am 16. Mai einen Rückzug von der Dyle-Linie zur Schelde an. Hitler und die Generäle der Wehrmacht waren von der Schnelligkeit des Vormarsches ihrer Verbände überrascht. Durch den Vorstoß des XIX. Armeekorps der Panzergruppe Kleist unter Heinz Guderian zeichnete sich am 18. Mai ab, dass die Hauptstoßrichtung des Angriffs der Heeresgruppe A weder die Maginot-Linie im Südosten noch Paris im Süden war: Guderian rollte nach Westen, in Richtung Atlantikküste.
Da sich im Süden die französische 3. Heeresgruppe weitgehend auf eine Verteidigung der Somme-Linie beschränkte, entblößte sie dadurch die südwestliche Flanke der alliierten nördlichen Heeresgruppe. Damit wurde deutlich, dass das Britische Expeditionskorps (BEF) unter Lord Gort, die belgische Armee und die französische 1. Armee und 7. Armee von der französischen Hauptstreitmacht im Süden getrennt werden könnten. Den deutschen Panzerdivisionen stand der Weg zum Aufrollen der rückwärtigen Gebiete der alliierten Nordgruppe und zur Eroberung der Kanalhäfen Calais und Boulogne offen. Am 19. Mai begann die Royal Navy im Auftrag des englischen Kriegskabinetts unter Winston Churchill und einem Vorschlag Lord Gorts folgend mit der Vorbereitung einer Rettungsaktion. Mit den Planungen wurde Vice-Admiral Bertram Ramsay betraut, man rechnete in der Planungsphase mit der Evakuierung von 300.000 Soldaten.
Versuche, die Lücke zwischen der Somme im Süden und der Scarpe im Norden, durch die die deutschen Panzerverbände vordrangen, zu schließen, blieben ebenso erfolglos wie ein britisch geführter Gegenangriff bei Arras am 21. Mai, bei dem die letzten Panzerreserven der Nordarmee verbraucht wurden. Bereits am 20. Mai hatte die 2. Panzer-Division des XIX. Armeekorps die Kanalküste bei Abbeville erreicht. Damit war die alliierte Nordgruppe mit rund 1.200.000 Mann (63 Divisionen: 29 französische, 22 belgische und 12 britische) durch die Heeresgruppe A im Süden und die Heeresgruppe B im Osten zwischen der Somme und dem Meer eingeschlossen. Auf deutscher Seite fiel nun die Entscheidung, nach Norden zu drehen, um den Einschließungsring enger zu ziehen und die Kanalhäfen einzunehmen.
Lord Gort musste eine Entscheidung treffen: entweder den französischen Verbündeten im Kampf beizustehen und die Hauptstreitkraft Großbritanniens aufs Spiel zu setzen oder aber zu versuchen, über die See zu entkommen. Obwohl er damit den Interessen der ihm übergeordneten französischen Armeeführung zuwiderhandelte, schlug er dem britischen Kriegsminister Anthony Eden per Telegramm vor, eine Evakuierung zu versuchen. Gort ließ dennoch den französischen Oberkommandierenden Maxime Weygand über mehrere Tage in dem Glauben, dass sich britische Truppen an einer Doppeloffensive zur Wiedervereinigung der Nordgruppe mit den französischen Hauptkräften, durch die die deutschen Panzerdivisionen ihrerseits von ihren Verbindungen abgeschnitten worden wären, beteiligen würden.
Zwei Millionen belgische und acht Millionen französische Zivilisten waren auf der Flucht vor der deutschen Wehrmacht und behinderten die Beweglichkeit der alliierten Armeen.

## Haltebefehl
Am 22. Mai starteten die Panzer Guderians den Angriff in Richtung Calais und waren am 24. Mai nur 18 Kilometer von Dünkirchen entfernt. Unerwarteterweise ließ von Rundstedt, bestätigt durch Hitler bei einem Frontbesuch am selben Tag, die Panzer anhalten. Derartige Haltebefehle hatte es im Verlauf des Westfeldzuges schon zuvor gegeben, zuletzt am 17. Mai. Sie waren als Pause für die oft ohne ausreichende Begleitmaßnahmen vorangeeilte Panzerspitze gedacht, um sich mit den übrigen Truppenteilen zu konsolidieren. Auch bestand die Befürchtung, dass eine koordinierte Aktion der Engländer im Norden und der Franzosen im Süden die Panzerspitze einschließen könnte. Dass die letzten britischen Kampfpanzer längst bei Arras abgestellt waren, wusste von Rundstedt nicht. Generalfeldmarschall Hermann Göring kündigte außerdem an, die Truppen allein durch Luftangriffe zu vernichten. Von Rundstedt kam dieser Vorschlag entgegen, da er die Panzer für die bevorstehende Schlacht um Frankreich („Fall Rot“) schonen und den durch den raschen Vormarsch erschöpften Truppen eine Ruhepause gönnen wollte.
Die Gründe für den Haltebefehl vom 24. Mai werden bis heute kontrovers diskutiert. Einige Historiker führen diesen auf die bloße Exzentrik Hitlers zurück, er habe sich als Führer gegenüber der Heeresleitung als oberste Autorität behaupten wollen. Dass er deswegen einen sicheren militärischen Triumph geopfert hätte, ist aber unwahrscheinlich. Andere Erklärungsversuche bzw. Thesen (Beispiel: die eingeschlossenen britischen Truppen könnten als Unterpfand für eventuelle Friedensverhandlungen mit den Briten dienen) gelten als ähnlich unwahrscheinlich.
Zu von Rundstedts Verwunderung wurden auf einen Befehl des Generalobersten Walther von Brauchitsch, des Oberbefehlshabers des Heeres, die Panzer im Süden und Südwesten des Einschließungsrings dem Befehl der Heeresgruppe B unterstellt, um die an der Einkesselung des Feindes beteiligten Truppen unter ein gemeinsames Oberkommando zu stellen. Diese Heeresgruppe, die sich von Osten näherte und die belgische Armee nach Norden abdrängte, verfügte bis dahin nur über die 9. Panzer-Division. Die Heeresgruppe A sollte sich jetzt mit ihren anderen Armeen (2., 12. und 16.) auf die Sicherung der Somme-Aisne-Linie konzentrieren, was eine durchaus sinnvolle Maßnahme des OKH war, doch hatte von Brauchitsch diesen Befehl ohne Kenntnis Hitlers und ohne dessen Genehmigung erteilt. Hitler machte den Befehl, der am selben Abend um 20 Uhr in Kraft treten sollte, sofort rückgängig: Die Heeresgruppe B werde in diesem Abschnitt auch ohne Panzer zurechtkommen. Hitler brüskierte von Brauchitsch außerdem dadurch, dass er die weitere Operationsführung der Heeresgruppe A übertrug und somit das OKH zeitweise entmachtete. Dies trug zusätzlich zur Verwirrung über die Stoßrichtung der westlich des Flusses Aa liegenden deutschen Panzerverbände bei.

## Ablauf

### Eingeschlossene alliierte Kräfte
Belgische Armee (kapituliert bereits am 28. Mai)
- 18 Divisionen

Brit. I. Corps, Lieutenant General Michael Barker
- 1st Infantry Division – Major General H. R. L. G. Alexander
- 2nd Infantry Division – Major General H. C. Loyd
- 48th (South Midland) Infantry Division – Major General A. F. A. N. Thorne

Brit. II. Corps, Lieutenant General Alan Brooke
- 3rd Infantry Division – Major General Bernard Law Montgomery
- 4th Infantry Division – Major General Dudley Graham Johnson
- 50th (Northumbrian) Infantry Division – Major General G. Le Q. Martel

Brit. III. Corps, Lieutenant General Sir R. F. Adam
- 5th Infantry Division – Major General Harold Franklyn
- 42nd (East Lancashire) Infantry Division – Major General William G. Holmes
- 44th (Home Counties) Infantry Division – Major General Edmund Osborne

Französische 1. Armee, General Georges Blanchard
- III., IV. und V. Korps
- Französische 60. und 68. Division

### Verteidigungsring

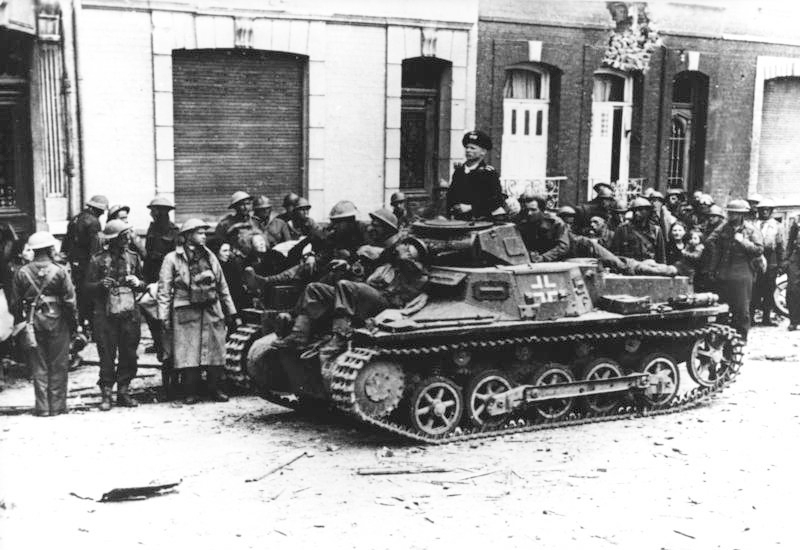
Verwundete britische Kriegsgefangene werden nach dem Fall von Calais mit einem deutschen Panzerkampfwagen I evakuiert

Lord Gort und die französische 1. Armee unter Befehl von General Blanchard hatten nun vom 24. bis 27. Mai die Möglichkeit, einen Verteidigungsring um Dünkirchen zu errichten. Das schlechter werdende Wetter erschwerte den Einsatz der deutschen Luftwaffe und war somit ein Vorteil für die Alliierten.
Am 25. Mai wurde Boulogne von der 10. Panzer-Division, die zum XIX. Armeekorps Guderians gehörte, eingenommen. Zwei britische Divisionen konnten dort zuvor über den Ärmelkanal entkommen. Der französische Zerstörer Chacal sank nach einem Luftangriff durch Junkers Ju 87 Sturzkampfbomber (Stukas) der Luftwaffe. Auch in Calais befanden sich britische Truppen, auf deren Evakuierung aber verzichtet wurde. Sie sollten die Zitadelle im Hafen so lange wie möglich halten. Am Morgen des 26. Mai griffen Stukas und Artillerie der Wehrmacht den Hafen an. Gegen Mittag setzten Panzer der 10. Panzer-Division zum Angriff an. Um 16:45 Uhr kapitulierten 20.000 alliierte Soldaten, davon etwa 5.000 Briten.
Am selben Tag wurden die deutschen Panzer vor Dünkirchen wieder eilig in Bewegung gesetzt, als sich eine umfangreiche Rettungsaktion (→ Operation Dynamo) abzeichnete.
Die belgische Armee im Norden teilte am 26. Mai den Alliierten mit, sie sei nicht alleine imstande, die Lücke zu schließen, die sich zur BEF im Raum Courtrai gebildet hatte.

#### 27. und 28.Mai

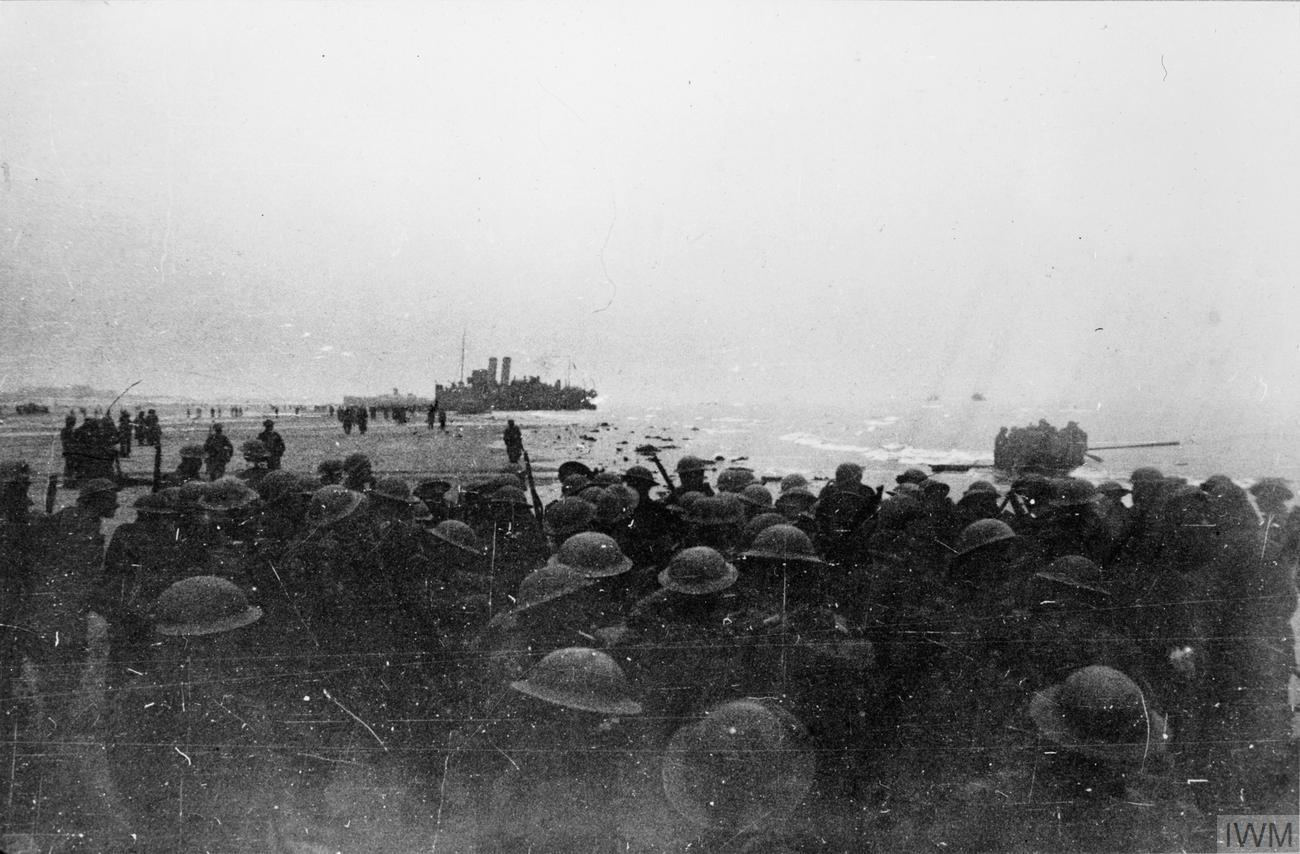
Männer des zweiten Royal Ulster Rifles Regiments warten bei Bray Dunes, nahe Dünkirchen auf ihre Evakuierung, Mai 1940

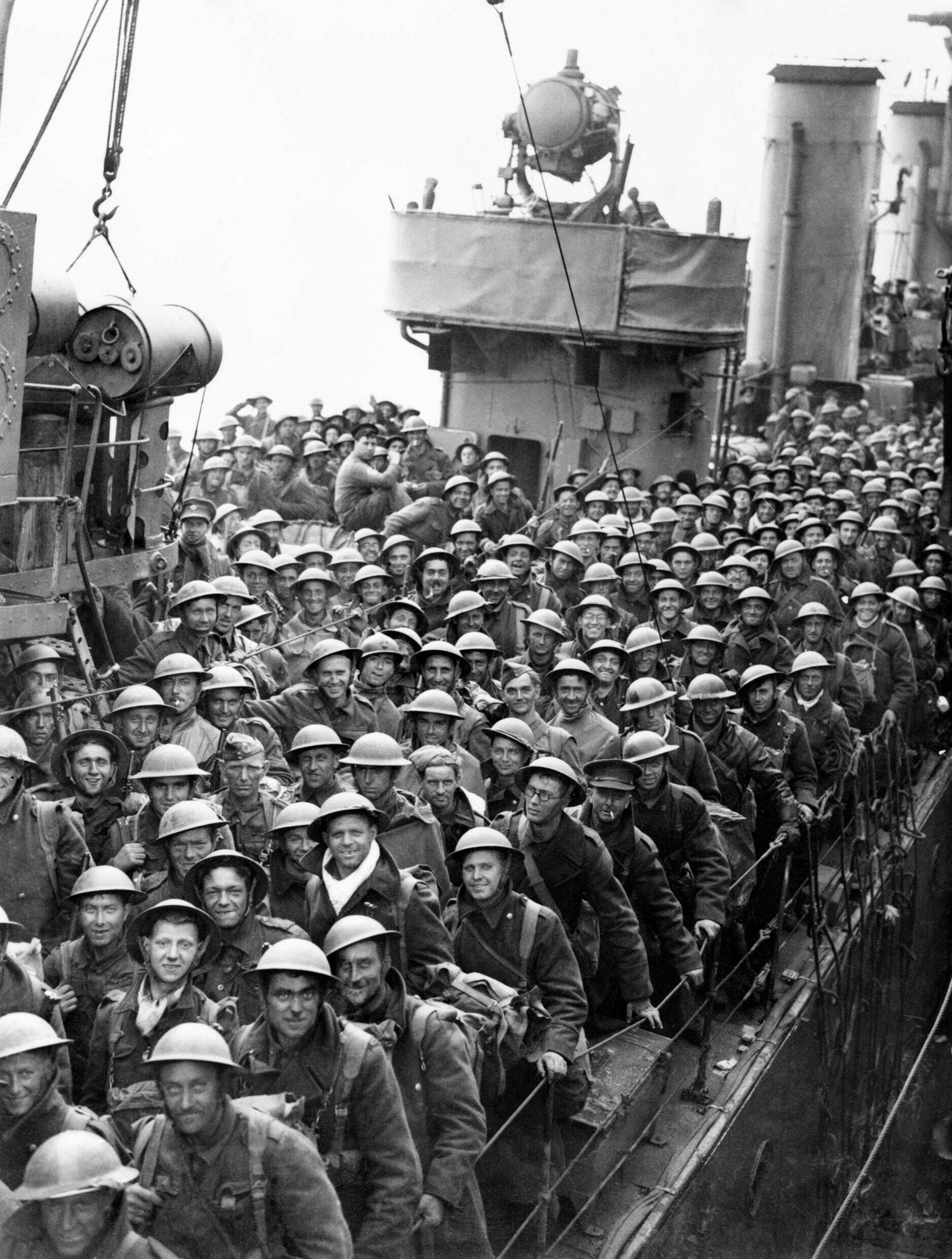
Ankunft von in Dünkirchen eingeschifften britischen Truppen in Dover

Am 27. Mai war der Verteidigungsring um Dünkirchen hart umkämpft. Im Westen wurden französische Verbände über die Aa zurückgedrängt. Die Panzer des XIX. Armeekorps drangen wie Speerspitzen durch die Front, mussten aber immer wieder auf nachrückende Infanterie zur Absicherung der Flanken warten. Der Frontverlauf war unregelmäßig.
Im Südwesten konnte die 2. Division der BEF den Bassée-Kanal bis zum 28. Mai gegen die von General Erwin Rommel kommendierte 7. Panzer-Division halten. Die Alliierten verfügten hier über keinerlei panzerbrechende Waffen. Von den 400 Panzern der 7. Panzer-Division gingen dennoch 22 verloren. Danach zogen sich die Briten nach Norden auf den Fluss Lys zurück.
Im Osten wurde der Ypern-Komen-Kanal gegen die anrückende Infanterie der Heeresgruppe B bis zum 28. Mai gehalten. Der Kanal war bereits am 27. Mai erstmals von deutschen Grenadieren überschritten worden, wurde in der darauffolgenden Nacht jedoch zurückerobert; beide Seiten erlitten dabei hohe Verluste. Durch diese Maßnahmen wurde es möglich, die schlecht bewaffneten und für den Kampfeinsatz unzureichend ausgebildeten Truppen der britischen 23. und 46. Division aus dem Korridor nach Dünkirchen zu bringen.
Am 28. Mai um 00:00 Uhr kapitulierte auf Befehl des belgischen Königs Leopold III. die im Kessel von Dünkirchen eingeschlossene belgische Armee (22 Divisionen mit ca. 500.000 Mann). Damit war die östliche Flanke gegen die Heeresgruppe B entblößt. Die Verteidigungslinie fiel bis zum 29. Mai auf einen Kanal etwa 15 Kilometer südlich von Dünkirchen zurück. Der Einbruch des östlichen Abschnittes war damit verhindert.
Am Nachmittag des 28. Mai informierte Lord Gort persönlich General Blanchard von der Weisung Edens, die britischen Truppen von Dünkirchen aus zu evakuieren. Blanchard wollte einen Brückenkopf halten und bis Lille erweitern. Große Teile der französischen 1. Armee wurden im Kessel von Lille eingeschlossen und leisteten noch bis zum 31. Mai Widerstand (dort kapitulierten dann 35.000 Franzosen), der Teile der deutschen Truppen band. Das III. Korps der 1. Armee schlug sich nach Dünkirchen durch und nahm an der Evakuierung teil.

#### 29. und 30.Mai
Britische Truppen und Reste der französischen 1. Armee konnten einen Abschnitt westlich von Dünkirchen bei Mardyck entlang eines Kanals bis kurz vor Nieuport stabilisieren und zwei Tage lang halten. Die deutschen Panzer wurden bereits im von der Luftwaffe sturmreif gebombten Hafen von Dünkirchen erwartet. Sie umgingen stattdessen die Stadt im Süden, um die Aktionen der Luftwaffe nicht zu behindern.
Lord Gort wurde von Winston Churchill durch einen direkten Befehl nach England beordert, um nicht in deutsche Gefangenschaft zu geraten. Zu seinem Nachfolger als Oberbefehlshaber des BEF bestimmte Gort Generalmajor Harold Alexander, der gemeinsam mit Admiral Jean Abrial, dem französischen Stadtkommandanten von Dünkirchen, den Verteidigungsring um Dünkirchen so lange wie möglich halten sollte. Inzwischen hatten sich auf der Südseite des Kanals die Panzer der Heeresgruppe A mit der Infanterie der Heeresgruppe B vereinigt.

#### 31. Mai bis 3.Juni
Am 31. Mai wurde die vorletzte Verteidigungslinie vermutlich an mehreren Stellen überschritten. Die Panzer beteiligten sich nicht an diesem Vorstoß, sie wurden bereits für die Schlacht um Frankreich nach Süden abgezogen.
Die deutsche Artillerie hatte nun die schweren Geschütze bei Gravelines im Westen und Nieuwpoort im Osten erobert und belegte von dort aus die Hafeneinfahrt und große Teile der An- und Abfahrtsrouten mit Störfeuer. Auch der Hafen und die Stadt Dünkirchens lagen unter Artilleriefeuer. Französische und britische Truppen zogen sich auf die letzte Verteidigungslinie, einen fünf Kilometer breiten Streifen zwischen De Panne und Dünkirchen, zurück. Dabei wurde die britische Nachhut mehr und mehr durch Franzosen ersetzt, welche nicht daran dachten, ihr Land zu verlassen. Der Großteil dieser Nachhut geriet noch am 3. Juni in deutsche Kriegsgefangenschaft.
Bis zum Morgen des 4. Juni bestiegen alliierte Soldaten Schiffe aller Art. Dann erst wurde Dünkirchen durch das Infanterie-Regiment 54 unter Oberst Hermann Recknagel erobert, der dafür zwei Monate später das Ritterkreuz erhielt. Der Generalstabschef des Heeres, General Franz Halder, schrieb in sein Tagebuch: „Stadt und Küste in unserer Hand. Franzosen und Engländer sind weg.“ Tatsächlich gingen etwa 80.000 alliierte Soldaten, zum größten Teil Franzosen, in deutsche Kriegsgefangenschaft. 50.000 Fahrzeuge aller Art und anderes schweres Kriegsgerät wurden erbeutet.
Unter den britischen Truppenangehörigen, die zuletzt aus Dünkirchen evakuiert wurden, waren einige der 300 Frauen, die in Frankreich beim Auxiliary Territorial Service als Telefonistinnen dienten.

### Flugzeugeinsätze

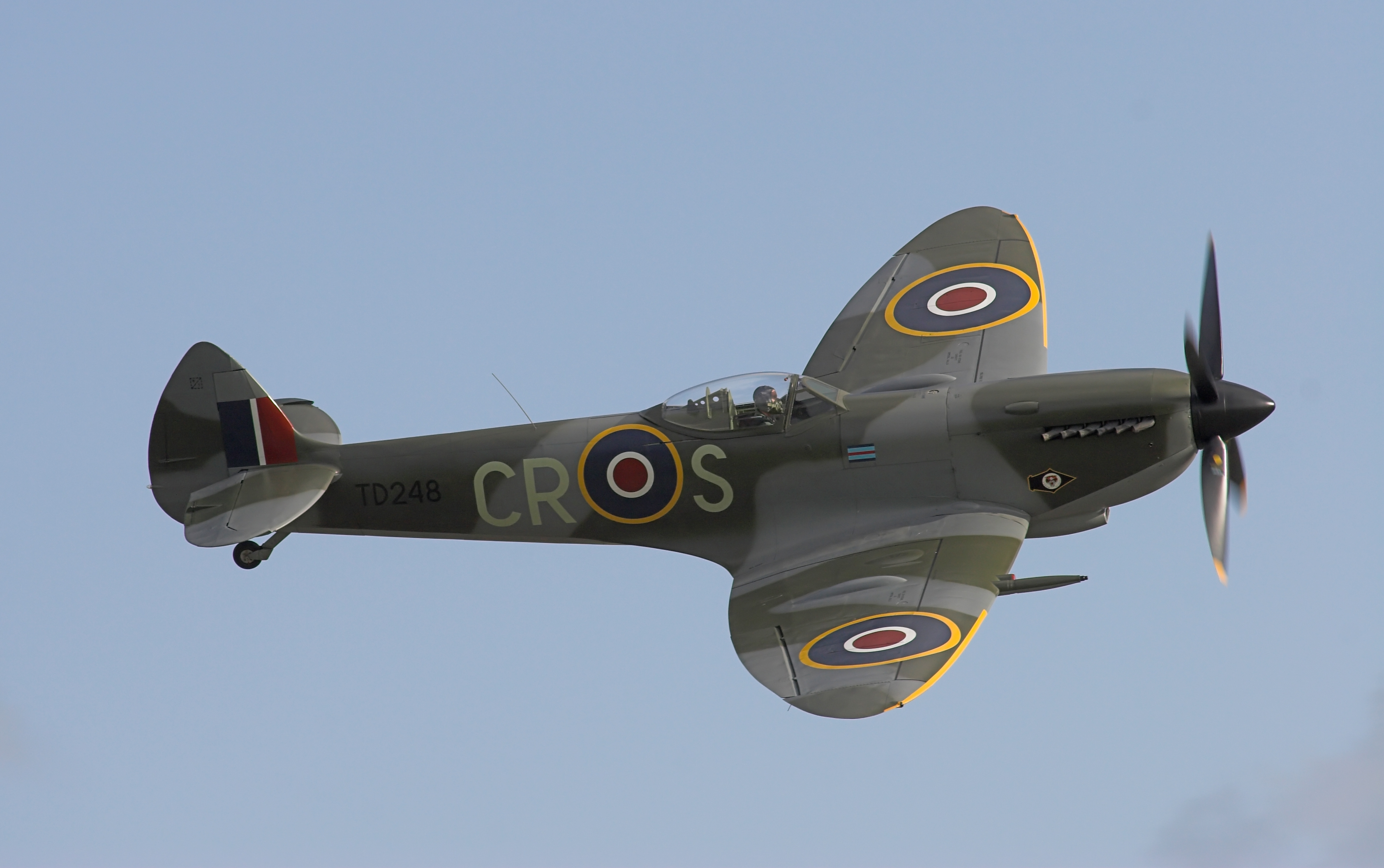
Supermarine Spitfire

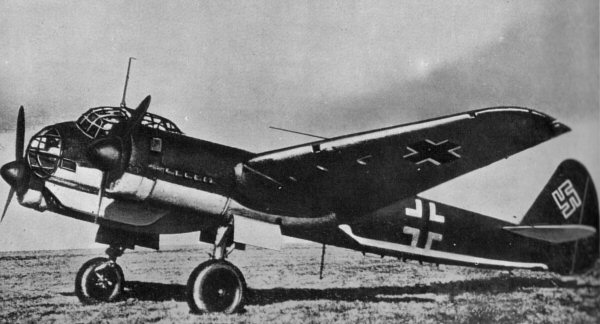
Junkers Ju 88

Der Hafen von Dünkirchen erlitt zwar schwere Schäden durch die deutschen Luftangriffe, aber für den Abtransport der Soldaten, besonders bei Nacht, blieb er weiter nutzbar. Die Bombenangriffe auf die Truppen, die von den Stränden evakuiert wurden, waren wenig erfolgreich, da die Bomben tief in den weichen Sand eindrangen und ihre Explosionen vom Sand stark gedämpft wurden. Es wurden aber auch viele erfolgreiche Angriffe auf Transportschiffe und Kriegsschiffe geflogen. Wären alle Luftangriffe auf die Transportschiffe konzentriert worden, wäre die Evakuierung von Dünkirchen wesentlich verlustreicher verlaufen. Wahrscheinlich sind Tausende bei den Bombardements ums Leben gekommen. Die deutschen Bomber erlitten bei ihren Angriffen auf die Schiffe viele Verluste durch die Flak der Kriegsschiffe.
Die alliierten Schiffsverluste bei der Evakuierung betrugen 226 Seefahrzeuge aller Art. Die meisten Schiffe gingen durch Luftangriffe verloren.
Die Royal Air Force tat, was sie für die Luftsicherung der Evakuierung tun konnte, aber sie hatte den Nachteil des langen Anflugweges über die Nordsee, der die Flugzeit ihrer Jagdflugzeuge, die zu der Zeit nur über eine geringe Reichweite verfügten, über den Kampfraum beschränkte, und sie war zahlenmäßig unterlegen. Einige Skua- und Roc-Jagdflugzeuge der Royal Navy, die über Dünkirchen Luftschutz flogen, wurden versehentlich von Spitfires und Hurricanes der Royal Air Force abgeschossen, da sie die ihnen unbekannten Flugzeuge für deutsche Maschinen hielten. Die Royal Air Force verlor 106 Jagdflugzeuge und auch die Royal Navy verlor Jagdmaschinen beim Einsatz über Dünkirchen, während die deutschen Verluste an allen Flugzeugtypen 132 betrugen. Davon wurden etwa 50–60 Maschinen von der Flak der alliierten Bodentruppen und der Flak der französischen und britische Kriegsschiffe abgeschossen.
Die Zahl der deutschen Jagdfliegereinsätze über Dünkirchen betrug genau 2000, bei einem Verlust von 37 Jagdflugzeugen, die Royal Air Force flog 1764 Jagdeinsätze über dem Kampfraum.

## Ergebnis
Insgesamt 338.226 alliierte Soldaten konnten bei Dünkirchen nach England übergesetzt werden, darunter 85 Prozent des britischen Expeditionskorps, allerdings unter Zurücklassung fast des gesamten Materials. Auf dem Festland hinterließ die Evakuierung ein Gefühl des „Im-Stich-gelassen-Seins“. Kriegsmüdigkeit und der Wunsch nach baldiger Waffenniederlegung unter der Zivilbevölkerung und bei Militärs waren die Folge.
Die Schlacht um Frankreich („Fall Rot“) wurde nach der Einnahme von Dünkirchen fortgesetzt und endete am 22. Juni 1940 mit der Kapitulation Frankreichs. Bis dahin hatte die französische Marine tausende französische Soldaten, die aus Dünkirchen gerettet worden waren, wieder zum weiteren Kampf von Southampton nach Frankreich zurücktransportiert, und so gerieten diese Soldaten doch noch in deutsche Kriegsgefangenschaft.

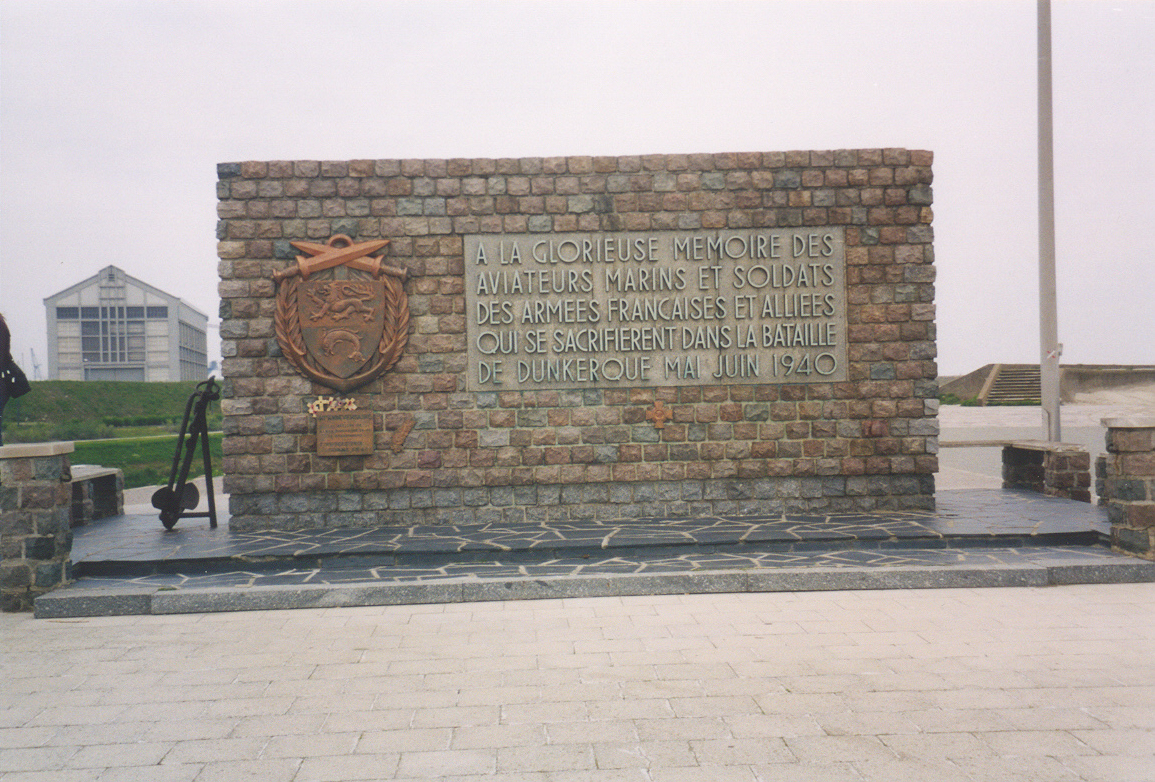
Gedenktafel in Dünkirchen

In Großbritannien führte die erhöhte Invasionsgefahr zunächst zu einer Verschärfung der Defence Regulation 18B, in deren Ausführung politisch rechtsgerichtete Personen als Sympathisanten des Gegners verhaftet wurden. Archibald Maule Ramsay, weitere Abgeordnete sowie der US-Chiffrierer Tyler Kent wurden inhaftiert.
Die im Ergebnis unerwartet erfolgreiche Operation führte zu enormer Erleichterung. Die verlorene Schlacht wurde unter dem Ausnahmezustand durch die vom Ministry of Information gelenkte Presse wie ein Sieg gefeiert. Es wurde vom „Wunder von Dünkirchen“ gesprochen. Winston Churchill betonte in seiner berühmten Rede We Shall Fight on the Beaches vor dem Unterhaus, dass man mit einer Evakuierung keinen Krieg gewinnen könne.
Der Haltebefehl vom 24. bis 26. Mai wird von manchen Publizisten als kapitaler taktischer Fehler angesehen, von anderen als militärische Routine. Die Gefangennahme des gesamten britischen Expeditionskorps hätte die Kraft Großbritanniens, den Krieg gegen das Deutsche Reich fortzuführen, wohl entscheidend beeinträchtigt, da der Verlust dieses gut ausgebildeten Berufsheeres zum damaligen Zeitpunkt nicht hätte ersetzt werden können. Die Luftwaffe konnte Görings Ankündigung, die eingekesselten Truppen allein durch Luftangriffe zu vernichten, nicht erfüllen. Als Gründe dafür gelten eine Überschätzung der Möglichkeiten des Luftkrieges zum damaligen waffentechnischen Entwicklungsstand, eine meist tiefhängende Wolkendecke über Dünkirchen und die Gegenwehr der Royal Air Force.
Während der Schlacht um Dünkirchen kam es im umliegenden Gebiet am 27. und 28. Mai 1940 zu drei Massakern, die deutsche Truppen an Kriegsgefangenen und Zivilisten verübten: das Massaker von Le Paradis durch ein Bataillon des 2. SS-Totenkopf-Regiments (mot). unter Fritz Knöchlein, das Massaker von Vinkt der 225. Infanterie-Division an Bewohnern von Teilgemeinden von Deinze und das Massaker von Wormhout durch ein Bataillon der Leibstandarte SS Adolf Hitler unter Wilhelm Mohnke.

## Filme über die Schlacht von Dünkirchen
- 1958: Dunkirk (dt. Dünkirchen), von Leslie Norman
- 1964: Dünkirchen, 2. Juni 1940, von Paul Dufour und Henri Verneuil
- 1991: Dünkirchen – Die Schlacht um Frankreich
- 2007: Abbitte, von Joe Wright
- 2017: Dunkirk, von Christopher Nolan[18]
- 2017: Die dunkelste Stunde, von Joe Wright